# جون أندرسون (مدرب كرة القاعدة، مواليد 1955)
جون أندرسون (بالإنجليزية: John Anderson)‏ هو لاعب كرة قاعدة أمريكي، ولد في 16 مايو 1955 في هيبينغ في الولايات المتحدة.

## وصلات خارجية
- جون أندرسون على موقع جمعية أبحاث البيسبول الأمريكية (الإنجليزية)